# الإرهاب في الإمارات
الإرهاب في دولة الإمارات العربية المتحدة يصف الهجمات الإرهابية في دولة الإمارات العربية المتحدة، وكذلك الخطوات التي اتخذتها الحكومة الإماراتية لمواجهة تهديد الإرهاب. وعلى الرغم من ندرة الهجمات الإرهابية، فقد أدرجت الإمارات كمكان يستخدمه المستثمرون لجمع الأموال لدعم المسلحين في أفغانستان وباكستان. وقد تورطت شركات مقرها في الإمارات في تمويل حركة طالبان وشبكة حقاني. وأكد وزير الخارجية الإماراتي عبد الله بن زايد آل نهيان، خلال الدورة الـ72 للجمعية العامة للأمم المتحدة في نيويورك، سياسة دولة الإمارات المتمثلة في عدم التسامح مطلقا تجاه تمويل الإرهاب. تلعب القوات المسلحة لدولة الإمارات دورًا نشطًا في الحرب التي تقودها الولايات المتحدة على الإرهاب، وقد أطلق عليها وزير الدفاع الأمريكي جيمس ماتيس وغيره من جنرالات القوات المسلحة الأمريكية لقب "إسبرطة الصغيرة" لكونها الحليف الأيمن للولايات المتحدة في المنطقة. الحرب على الإرهاب، والقيام بعمليات فعالة ضد الإرهابيين في الشرق الأوسط. قام مجلس الوزراء في دولة الإمارات، عقب تنفيذ القانون الاتحادي رقم 7 لدولة الإمارات في نوفمبر 2014، بإدراج قائمة تضم 83 منظمة وكيانًا بما في ذلك جماعة الإخوان المسلمين، تنظيم القاعدة، طالبان، وحزب الله، والحوثيين، والدولة الإسلامية، المنظمات الإرهابية.